# Joaquim Ferreira (arquiteto)
Joaquim Ferreira (5 de Abril de 1911 — 1966) foi um arquitecto português.

## Biografia
Nasceu na cidade de Lisboa, em 5 de Abril de 1911. Frequentou a Escola de Belas Artes de Lisboa, onde tirou o diploma.
Foi membro do grupo Iniciativas Culturais Arte e Técnica, entidade criada em 1946 por um conjunto de profissionais de arquitectura de Lisboa, que se opunham ao regime ditatorial português, e que tinha como principal finalidade divulgar e debater questões relativas ao contexto social e económico da arquitectura. Participou na primeira e quinta edição das Exposições Gerais de Artes Plásticas que foram organizadas pelo grupo ICAT, e onde apresentou vários projectos de arquitectura. Estes certames ocorreram na Sociedade Nacional de Belas Artes, tendo sido de grande importância para a afirmação das novas tendências artísticas em Portugal após a Segunda Guerra Mundial, sendo consideradas como um marco decisivo para a definição das artes dentro do seu contexto político e social.
Em 1938, foi um dos arquitectos que colaborou no planeamento do Bairro do Areeiro, em Lisboa, tendo feito parte de uma equipa que também incluiu outros grandes nomes da arquitectura a nível nacional, como José Segurado, Filipe Guerreiro e Guilherme Gomes, que foi responsável pelos blocos ao longo das avenidas Avenida João XXI e Presidente Wilson. Em 1948, foi o autor de vinte edifícios na Avenida Dom Rodrigo da Cunha, integrados no Plano de Urbanização do Sítio de Alvalade. Em 1949, delineou os conjuntos habitacionais na Avenida Dom Rodrigo da Cunha, como parte de um processo de expansão do parque habitacional da cidade de Lisboa, durante uma fase de afirmação do movimento modernista na arquitectura nacional. Outra obra sua de relevo foi a nova sede da delegação portuguesa da empresa FIAT, situada na Avenida engenheiro Duarte Pacheco, em Lisboa, que foi inaugurada em 19 de Novembro de 1953. Outros trabalhos seus incluem a Célula 8 do Bairro das Estacas na Avenida de Roma, que tinha sido inicialmente delineada por Rui Jervis Atouguia e Formosinho Sanches, e o antigo edifício do Cinema São José em Cascais.
Outra importante obra de Joaquim Ferreira foi um centro de saúde em Cascais, imóvel que foi considerado pela Câmara Municipal como um destacado elemento do património concelhio a nível histórico e cultural, devido principalmente à sua arquitectura modernista. O anteprojecto para o edifício foi apresentado em 1961, após ter sido autorizado por um despacho do Secretário de Estado das Obras Públicas, em Novembro de 1960. É considerado um bom exemplo da arquitectura modernista, tendo sido concebido principalmente do ponto de vista da funcionalidade, com espaços amplos e utilização generalizada de iluminação natural, e empregando betão armado como o principal material de construção.
Ao longo da sua carreira colaborou por diversas vezes com o conceituado arquitecto João Faria da Costa. Em 1958 foram ambos responsáveis pelo desenho do edifício Bloco da Mãe d´Água na zona do Rato, em Lisboa, imóvel que se destacou pelas suas dimensões e linhas inovadoras. Em 1963 também planearam uma casa no número 8 da Avenida do Restelo, em conjunto com António Pardal Monteiro. Joaquim Ferreira  foi o principal responsável por uma casa no número 7 da mesma avenida, onde voltou a cooperar com Faria da Costa, que delineou as garagens. Em 1966 voltou a estar em contacto com Faria da Costa, como um dos proprietários de um novo edifício na Avenida Duque d'Ávila, em Lisboa. Também colaborou com o conhecido arquitecto modernista Jorge Ferreira Chaves.
Faleceu em 1966.

## Leitura recomendada
- AGAREZ, Ricardo Costa (2009). O Moderno revisitado - Habitação multi-familiar em Lisboa nos anos de 1950. Lisboa: Câmara Municipal de Lisboa
- TOSTÕES, Ana (1997). Os Verdes Anos na Arquitectura Portuguesa dos Anos 50. [S.l.]: Publicações FAUP. p. 72